# شتاده
شتاده (بالألمانية: Stade) هي مدينة تقع في ولاية ساكسونيا السفلى في شمال ألمانيا.
يبلغ عدد سكانها حوالي 45,682 نسمة (2004). تقع بالقرب من مدينة هامبورغ. بها مفاعل نووي لتوليد الطاقة.

## توأمة
لشتاده اتفاقيات توأمة مع كل من:
- Karlshamn Municipality [الإنجليزية]‏
- Gołdap [الإنجليزية]‏
- جفعات شموئيل

## أعلام
- أماليا فون كونيغسمارك
- كارين نيومان
- هنريك هورن
- مارنون بوستش
- يوهان فريدريش إرنست ألبرشت
- غوستاف جاكوب هورن